# Jishou
Koordinaten: 28° 18′ N, 109° 44′ O
Die Stadt Jishou (吉首市,  Jíshǒu Shì) ist eine chinesische kreisfreie Stadt, die zum Verwaltungsgebiet des Autonomen Bezirks Xiangxi der Tujia und Miao im Nordwesten der chinesischen Provinz Hunan gehört. Die Fläche beträgt 1.062 Quadratkilometer und die Einwohnerzahl 358.200 (Stand: Ende 2018).

## Geschichte
Das Gebiet der heutigen Stadt Jishou blickt auf eine über 2.000-jährige Geschichte zurück und war bereits zur Zeit der Qin-Dynastie der Präfektur Qianzhong (黔中郡) zugeordnet. Während der Song-Dynastie wurde im befestigten Dorf Zhenxi (镇溪寨; 鎮溪寨) eine lokale Verwaltungsstruktur eingerichtet, die sich in der Ming-Dynastie zum sogenannten „Zhenxi-Soldaten- und Zivilistenbataillon“ (镇溪军民千户所; 鎮溪軍民千戶所) entwickelte.
In der Qing-Dynastie entstand die Präfektur Qianzhou (乾州厅). Zur Zeit der Republik China wurde das Gebiet als Kreis Qian (乾县; 乾縣) verwaltet. Im Jahr 1953 erfolgte die Umbenennung in Kreis Jishou, der mit Jishou und Qianzhou zwei Hauptorte umfasste.
1982 wurde Jishou zur Hauptstadt des Autonomen Bezirks Xiangxi der Tujia und Miao erhoben. Die historische Stadt Qianzhou (乾城) befindet sich heute südlich des Stadtzentrums von Jishou.

## Geographie
Jishou befindet sich im östlichen Teil des Wuling-Gebirges in der westlichen Provinz Hunan. Rund 80 % des Stadtgebiets sind von Hügeln und Bergen geprägt. Die höchste Erhebung ist der Liantaifeng (莲台峰; 蓮台峰) nahe der Stadt Aizhai (矮寨) mit einer Höhe von 964,5 Metern. Der tiefste Punkt liegt im Gebiet von Hexi (河溪镇; 河溪鎮) auf 142 Metern über dem Meeresspiegel.
Der Dong-Fluss (峒河), ein Nebenfluss des Yuan-Flusses, durchquert das Stadtgebiet in west-östlicher Richtung und spielt eine wichtige Rolle für die lokale Hydrologie und Landschaftsgestaltung.